# Katolička upravna podjela Republike Mađarske
Rimokatolička Crkva u Mađarskoj je organizirana u 4 eklezijskih i 9 sufraganskih biskupija.

### Egerska provincija
- Egerska nadbiskupija
  - Debrecinsko-njiređhaska biskupija
  - Vacka biskupija

### Ostrogonsko-budimpeštanska provincija
- Ostrogonsko-budimpeštanska nadbiskupija
  - Jurska biskupija
  - Hajdudoroška biskupija
  - Stolnobiogradska biskupija

### Kaločko-kečkemetska provincija
- Kaločko-kečkemetska nadbiskupija
  - Pečuška biskupija
  - Segedinsko-čanadska biskupija

### Vesprimska provincija
- Vesprimska nadbiskupija
  - Kapošvarska biskupija
  - Sambotelska biskupija

## Bivše biskupije
- Kumanska biskupija